# 306
Năm 306 là một năm trong lịch Julius. 